# Gabriele von Lutzau

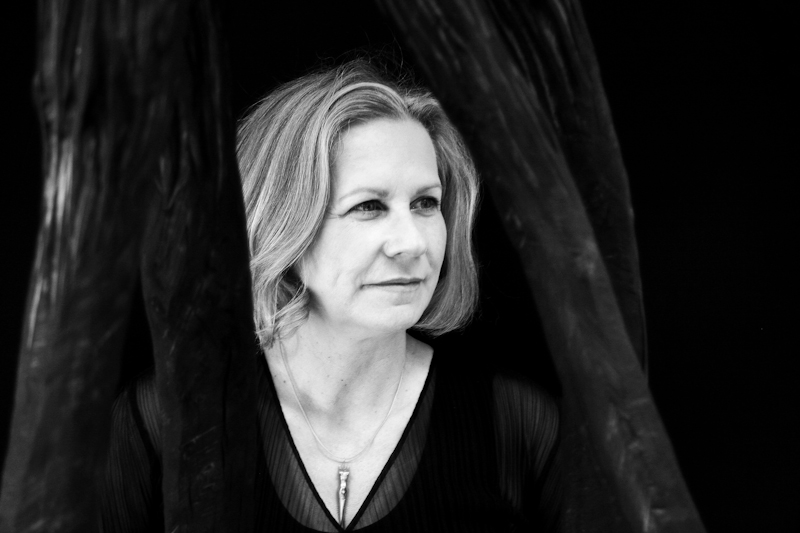
Gabriele von Lutzau, vor 2011

Gabriele von Lutzau (geb. Dillmann; * 15. August 1954 in Wolfsburg) ist eine deutsche Künstlerin und ehemalige Flugbegleiterin. Bekannt wurde sie 1977 als Teil der Flugzeugcrew der durch ein palästinensisches Terrorkommando entführten Lufthansa-Maschine Landshut.

## Leben
Gabriele Dillmann arbeitete zunächst als Stewardess bei Lufthansa. 1977 war sie an Bord der durch ein palästinensisches Terrorkommando entführten Landshut. Da sie während des Geiseldramas für die Passagiere eine wichtige Stütze darstellte, feierte die Boulevard-Presse sie danach als Engel von Mogadischu. Nach der Befreiung durch die GSG 9 wurde Dillmann am 20. Oktober 1977 mit dem Verdienstorden der Bundesrepublik Deutschland (Verdienstkreuz am Bande) geehrt. Später heiratete sie ihren Lebensgefährten Rüdeger von Lutzau († 2. August 2021), einen Lufthansa-Piloten. Aus der Ehe gingen zwei Kinder hervor.
Zweimal wurde die Entführung verfilmt: im Dokudrama Todesspiel (1997, Regie: Heinrich Breloer), in dem Susanne Schäfer Gabriele Dillmann verkörpert, und in dem Spielfilm Mogadischu (2008) unter der Regie von Roland Suso Richter, wo sie von Nadja Uhl gespielt wird.

### Künstlerin
Gabriele von Lutzau studierte zwischen 1984 und 1995 bei Walther Piesch an der Universität Straßburg sowie der dortigen Kunsthochschule. Sie hat ihre Arbeiten im In- und Ausland präsentiert.
Im Zentrum ihres künstlerischen Schaffens stehen vor allem hölzerne Wächterfiguren. Ihre Darstellungen und Objekte fertigt sie aus Buchenholz, aber auch aus Robinien. Für die Lebenszeichen und Wächter nutzt sie Thuja-Bäume, „Lebensbäume“, wie sie häufig über Gräbern gepflanzt werden. Sie haben Namen wie
- Lebenszeichen
- Elemente – Elementarteilchen und Flügelfiletstückchen
- Herzzeitlose – Gibt es ein Herz ohne Verletzungen?
- Ikarus Projekt – Übermut und Untergang
- Wächter – das androgyne Wächterwesen

Nach dem 11. September 2001 hat sie ihre bis zu diesem Zeitpunkt blauen Wächterfiguren nur noch geschwärzt.
Sie ist im Bundesverband Bildender Künstlerinnen und Künstler (BBK) in Frankfurt am Main engagiert. Von Lutzau lebt in Michelstadt im Odenwald.

## Zitat
„Ich habe einen Lebensweg und auf dem Weg gibt es Steine und Schwierigkeiten. Ich muß die Schwierigkeiten bewältigen und muß die gesetzten Aufgaben erfüllen und das macht den wesentlichen Sinn meines Lebens aus. Bei meinen Lebenszeichen geht es um ein Überleben, um ein neues Leben, vielleicht auch um ein jenseitiges Leben. Die Wiedergeburt auf die eine oder andere Weise. Es geht nicht um den Tod als etwas Endgültiges.“